# 中西恒彦
中西 恒彦（なかにし つねひこ、1978年9月8日 - ）は、静岡県出身のプロバスケットボール選手である。ポジションはスモールフォワード。

## 来歴
青山学院大学卒業後、地元のクラブチームを経て、2004年にさいたまブロンコス入団。
bjリーグ発足後も引き続き所属するが、出場機会に恵まれず退団。
静岡市のバスケットボールクラブチームSILVER BACK（シルバーバック）でキャプテンとして活躍中。
その傍らストリートでも活動中。

## 経歴
- 青山学院大 - スカイラークス - さいたまブロンコス/埼玉（2004年〜2006年）－SILVER BACK（シルバーバック）2006年～2011年現在